# Kirkkosaari (ö i Södra Savolax, Pieksämäki, lat 62,09, long 27,56)
Kirkkosaari är en ö i Finland. Den ligger i sjön Pohjois-Virmas och Etelä-Virmas och i kommunen Pieksämäki i den ekonomiska regionen  Pieksämäki ekonomiska region  och landskapet Södra Savolax, i den södra delen av landet, 250 km nordost om huvudstaden Helsingfors. Öns area är 1 hektar och dess största längd är 250 meter i sydöst-nordvästlig riktning.